# Rheumaptera nengkaoensis
Rheumaptera nengkaoensis är en fjärilsart som beskrevs av Inoue 1986. Rheumaptera nengkaoensis ingår i släktet Rheumaptera och familjen mätare. Inga underarter finns listade.